# Tevan Adolf
Tevan Adolf (Békéscsaba, 1854. október 9. – ?, 1921. június 29.) kereskedő, majd nyomdaalapító, nyomdatulajdonos.

## Élete
1854. október 9-én született. Békéscsabai zsidó család legidősebb gyermeke, apja Tevan József házaló kereskedő, anyja Einer Rozália. 1884. február 19-én kötött házasságot egy békéscsabai kereskedő húszéves leányával, Fischer Teréziával (1863–1944), házasságukból tíz gyermek született.

Gyermekei:
- Sándor (1884–1887)
- Gizella (1886–1963)
- Flóra (1888–1944)
- Andor (1889–1955)
- Ferenc (1891–1944)
- Rezső (1893–1945)
- Ilona (1896–1944)

- Erzsébet (1899–1944)
- Margit (1901–1978)
- László (1903–1943)

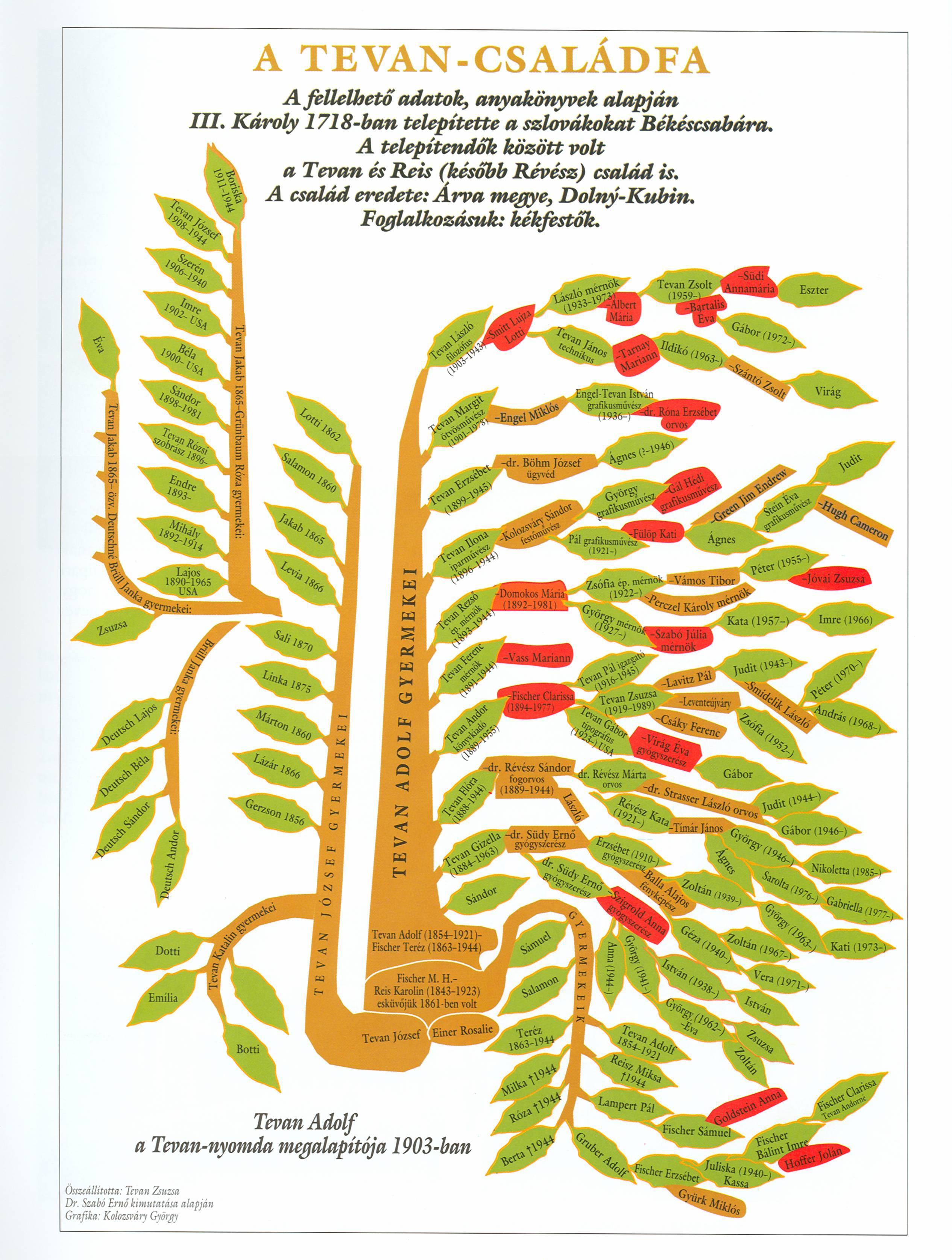
Tevan Adolf és családfája

Tevan Adolf pályája kezdetén különféle vállalkozásokkal próbálkozott. Szatócsboltot nyitott, a Tevan-Reisz cég tulajdonosa lett, amely a Petrozsényi bányaigazgatóság széntermékeinek csabai főügynöksége volt, irodagép- és villamos berendezések árusításával is foglalkozott, és a Biener-féle könyvkereskedésben, mint könyvelő is dolgozott. 1893-ban javaslatot terjesztett be a békéscsabai közgyűlés elé a város elektromos közvilágításának beindításával kapcsolatban, melynek tervezetét ő maga dolgozta ki. Javaslatát elutasították.

1903-ban megvásárolta Lepage Lajos könyv- és papírkereskedését, melyhez egy kisebb nyomda is tartozott. Ezzel megalapította a híres Tevan-nyomdát, melynek irányítását néhány évvel később, 1909-ben fia, Tevan Andor vette át apjától.
Aktív szerepet vállalt a kulturális életben, részt vett az 1913-ban alakult Aurora kör szervezésében is.
Tevan Adolf 1921. június 29-én halt meg.
Felesége a család sok tagjával együtt a holokauszt áldozata lett 1944-ben.

## Nyomdaalapítás
Tevan Adolf 1903-ban vásárolta meg a Kolozsvárra költöző Lepage Lajostól könyv- és papírkereskedését, amely a békéscsabai Vasút utcában működött. Pontosan nem ismerjük, nyomdai és egyéb szakmai felszereléséből Tevan mit vett át Lepage Lajostól, de feltételezések szerint a távozó kereskedő ezek nagy részét magával vitte. A családi hagyományok szerint a Tevan-nyomda indulásakor egyetlen taposósajtó állt az épületben.
Tevan Adolf nem rendelkezett szakmai képzettséggel, de a korabeli szabályozás ezt nem is követelte meg. 1903. március 16-án nyomdai iparengedélyt kért, és ez év április 1-jén a nyomda megkezdte sokéves működését.
Kezdetben Tevan egyetlen munkással dolgozott, de a vállalkozás beindulásával hamarosan lehetőség nyílt két tanuló és két berakónő alkalmazására, valamint a gépállomány fejlesztésére és bővítésére is.

Az épületen belül is kisebb-nagyobb változtatásokat hajtott végre, például a nyomdai részleget egy világosabb terembe helyezte át. A békéscsabai elöljáróság azonban évekig nem engedélyezte a cégtábla elhelyezését és a kereskedés kirakatának kialakítását.
1917-ben a Tevan-nyomda a Baross utcába, a mai Kner nyomda helyén álló épületbe költözött.
Az első években a nyomda alkalmi aprónyomtatványok (meghívók, gyászjelentések), illetve rendelésre néhány könyv kiadásával foglalkozott (pl.: 1908-ban jelent meg Szeberényi Lajos: Parasztkérdés külföldön és hazánkban c. szociográfiája Tevan Adolf irányítása alatt), de a fő termékek elsősorban újságok voltak.

## Lapkiadás
Tevan elsősorban demokratikus és szocialista irányú lapok kiadásával foglalkozott. Irányítása alatt a következő lapok jelentek meg a Tevan-nyomdában:
- Békésmegyei Híradó (1903-1904)
- Igaz Eszme (1904)
- Békésmegyei Függetlenség (1905-1907)
- Szocializmus (1905)
- Áchim-féle Paraszt Újság (1906-1909)
- Radikális Újság (1907)

Tevan Adolf a Békésmegyei Függetlenség c. lapnak másfél évig tulajdonosa is volt.
1909 szeptemberében önálló lapot indított Békéscsaba és Vidéke (később Csabai Napló) címen. 1910-ben az Országos Nemzeti Munkapárt vette át a folyóiratot, azonban a kiadó továbbra is Tevan Adolf maradt. A lapban nem egyszer a nyomdát reklámozó szövegek, az új kiadványokat bemutató hirdetések is megjelentek.

## Tevan Adolf emléke
2003-ban, Tevan nyomdaalapításának 100. évfordulójára Békéscsaba városa és a Kner-Tevan Alapítvány egy emléktáblával tisztelgett Tevan Adolfnak, és fiának Tevan Andornak.

„Apám, Tevan Adolf, akit rendkívüli munkakedve, kimeríthetetlen energiája a legkülönbözőbb foglalkozási ágakra terelt, sok mindenhez hozzáfogott életében. Egy vonás azonban állandóan megmaradt benne. Nagyon szerette a könyveket.”

– Tevan Andor: Narancsliget az Északi-sarkon

## Lásd még
- Tevan Andor
- A nyomtatás története
- Tevan Interaktív Vándorkiállítás
- Híres békéscsabaiak listája

## Külső hivatkozások
- Tevan Alapítvány honlapja
- A Tevan-nyomda egy évszázada (cikk)
- Tevan Andor: Narancsliget az Északi-sarkon (MEK)